# Prakticzi
Prakticzi (ros. Практичи) – wieś w Rosji, w obwodzie amurskim, w rejonie mazanowskim. W 2010 liczyła 426 mieszkańców.